# مورغان نيومان
مورغان نيومان (بالإنجليزية: Morgan Newman)‏ هو لاعب اتحاد الرغبي جنوب أفريقي، ولد في 5 فبراير 1986 في كيب تاون في جنوب أفريقيا.